# Stenothoe crassicornis
Stenothoe crassicornis är en kräftdjursart som beskrevs av A. O. Walker 1896. Stenothoe crassicornis ingår i släktet Stenothoe och familjen Stenothoidae. Inga underarter finns listade i Catalogue of Life.